# سلفستر غوراسب
سلفستر غوراسب (بالإنجليزية: Silvester Goraseb)‏ (مواليد 7 سبتمبر 1974) هو لاعب كرة قدم ناميبي معتزل. مثّل منتخب بلاده في بطولة كأس الأمم الأفريقية 1998، كما خاض معهم تصفيات كأس العالم لكرة القدم 1998 و2002.

## وصلات خارجية
سلفستر غوراسب على موقع الاتحاد الدولي (مؤرشف)  (الإنجليزية)
- سلفستر غوراسب على موقع قاعدة بيانات كرة القدم.إي يو (الإنجليزية)
- سلفستر غوراسب على موقع ناشيونال فوتبول تيمز (الإنجليزية)